# Ровинский, Александр Самойлович
Ровинский Александр Самойлович (10 мая 1899, Кривой Рог, Херсонская губерния — не ранее 1956, неизвестно) — советский сотрудник органов государственной безопасности.

## Биография
Родился 10 мая 1899 года в местечке Кривой Рог Херсонского уезда Херсонской губернии в семье рабочего. Еврей.
Образование среднее, рабочий-электромонтёр. В 1917—1920 годах служил в Красной гвардии и Красной армии. С 1920 года — в особом отделе 12-й армии, с 1923 года — в ОГПУ Крыма.
Член ВКП(б) с 1926 года. В 1925—1927 годах — контролёр контрольно-пропускного пункта ГПУ в городе Шепетовка, уполномоченный пограничной комендатуры 25-го Молдавского погранотряда ОГПУ, помощник уполномоченного и уполномоченный Феодосийской погранкомендатуры ОГПУ.
С 1930 года — уполномоченный КРО ПП ОГПУ по Крыму, с ноября 1930 года — уполномоченный ОГПУ по Фрайдорфскому еврейскому национальному району (Крымская АССР), с августа 1931 года — начальник Фрайдорфского райотдела ГПУ (Крымская АССР), с 1932 года — начальник Карасу-Базарского райотдела ГПУ (Крымская АССР).
В 1933—1934 годах — начальник Симферопольского райотдела ОГПУ, начальник 2-го отделения СПО УГБ УНКВД по Крымской АССР, начальник 1-го отделения и помощник начальника ЭКО УГБ УНКВД по Крымской АССР. С февраля 1936 года — врид начальника и заместитель начальника ЭКО УГБ УНКВД по Крымской АССР.
В апреле 1936 года откомандирован в распоряжение УНКВД по ЗСК. С августа 1936 года — начальник 2-го отделения ЭКО и помощник начальника ЭКО УГБ УНКВД по ЗСК, с октября 1936 года — начальник Сталинского горотдела (ныне Новокузнецк) НКВД. В апреле-сентябре 1938 года — помощник начальника УНКВД по Новосибирской области, заместитель начальника УНКВД по Новосибирской области.
В июне 1939 года откомандирован в распоряжение Дальневосточного ИТЛ ГУЛАГа НКВД СССР. С 1939 года — врид начальника управления Букачачинского ИТЛ НКВД (Читинская область), с апреля 1940 года — заместитель начальника управления Джезказганского ИТЛ НКВД (Карагандинская область). В апреле 1942 — апреле 1943 года — заместитель начальника управления Каменского ИТЛ НКВД (Саратовская область).
Откомандирован в распоряжение УПВИ НКВД СССР. По состоянию на 1956 год работал директором кинотеатра имени Т. Шевченко в Симферополе. Дальнейшая судьба не известна.

## Звания
- Старший лейтенант ГБ (1936);
- Капитан ГБ (1937);
- Подполковник ГБ (1943).

## Награды
- Орден Красной Звезды (19 ноября 1937);
- Орден Ленина;
- Орден «Знак Почёта»;
- Почётный работник ВЧК-ГПУ (1937);
- Медаль «XX лет РККА» (1938).